# Bisdom Khammam
Het bisdom Khammam (Latijn: Dioecesis Khammamensis) is een rooms-katholiek bisdom met als zetel Khammam, in India. Het bisdom is suffragaan aan het aartsbisdom Hyderabad. 

## Geschiedenis
Het bisdom werd opgericht op 18 januari 1988, uit delen van het bisdom Warangal. 

## Parochies
Het bisdom had in 2021 een oppervlakte van 16.800 km2 en telde 2.869.340 inwoners waarvan 5,9% rooms-katholiek was.

## Bisschoppen
- Joseph Rajappa (18 januari 1988 - 27 december 1989)
- Marampudi Joji (21 december 1991 - 8 november 1996)
- Paul Maipan (21 april 1997 - 27 augustus 2022)
  - Udumala Bala Showreddy (apostolisch administrator: september 2022 - 9 april 2024)
- Prakash Sagili (17 februari 2024 - heden)

Hyderabad (aartsbisdom) · Adilabad (Syro-Malabar) · Cuddapah · Khammam · Kurnool · Nalgonda · Warangal